# American Bible Society
L'American Bible Society (acronimo in ABS) è un'organizzazione senza scopo di lucro fondata nel 1816 a New York il cui obiettivo è quello di pubblicare, distribuire e tradurre la Bibbia. L'organizzazione fa parte del network United Bible Societies.

## Storia

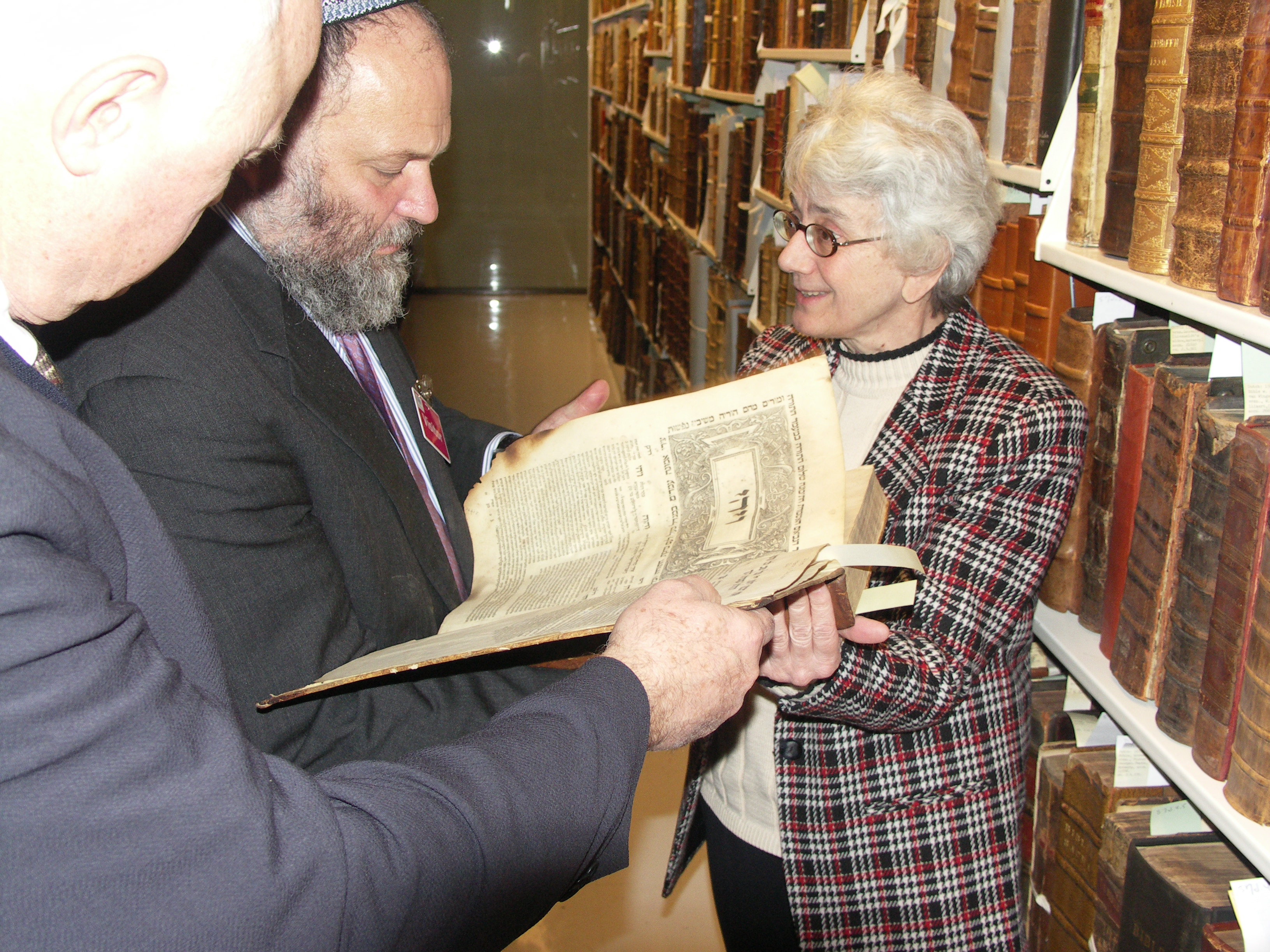
Il politico israeliano Efraim Eitam in visita all'American Bible Society

Quando ancora non era stata fondata con il suo nome storico fu il 6º Segretario di Stato degli Stati Uniti Robert Smith uno dei suoi presidenti. Altri personaggi di spicco furono Bruce Metzger e Samuel Cornish, mentre Smith Thompson, 6° Segretario della marina statunitense fu un suo vicepresidente.
La società fornì per prima gli alberghi delle classiche Bibbie mentre la prima traduzione della Bible Society è stata eseguita nel 1818.
Nel palazzo che ospita la sede centrale vi si ritrova un ampio museo che tratta di arte religiosa e vanta una collezione di 45.000 volumi, diventando uno dei più grandi musei del suo genere nel mondo.